# Lepechinella manco
Lepechinella manco is een vlokreeftensoort uit de familie van de Atylidae. De wetenschappelijke naam van de soort is voor het eerst geldig gepubliceerd in 1973 door Barnard.